# Váci Püspöki és Káptalani Levéltár
A Váci Püspöki és Káptalani Levéltár a Váci Egyházmegye intézményei közé tartozik.

## Története
A levéltár középkori múltjáról csak utalások ismertek. Például források már 1199-ben említik a váci egyház ama „kincstárnak mondott cameraját”, ahol a váci püspök többek között a neki küldött leveleket tartotta. A levéltár kezelésével Báthori Miklós püspök (1474–1507) Francesco Bandinit, egy olasz humanistát bízott meg. Amikor azonban 1541 után az oszmánok földúlták és megszállták Vácot, a püspökség és káptalan levéltárai is elpusztultak. A korábbi időből csupán néhány oklevél maradt fönn.
A török idők után Vácra visszaköltözött püspökség iratait, amelyek a 16. századtól maradtak fönn, a főtéri püspöki palotában (a későbbi siketnémák intézetében) tartották. A levéltár rendezéséről először Eszterházy Károly püspök rendelkezett 1761-ben. Az iratokat betűjelzéses csomókban helyezték el, amelyeknek címföliratai részben ma is megvannak. 1775 után a levéltár a püspökséggel együtt a Migazzi Kristóf által emeltetett új püspöki palotába költözött. Ezt követően, a 18. század legvégén az egész anyagot tárgyi csoportosítás szerint átrendezték, majd 1809-ben mutatókönyvek is készültek hozzá. 1852-ben Roskoványi Ágoston püspök bevezettette az iratok iktatását, amelyeket azonban továbbra is a régi (és újabb) tárgyi csoportok (kútfők) szerint helyeztek el. A levéltár helyiségei a püspöki palota földszintjén és második emeletén voltak. Ide szállították 1972-ben a szemináriumi levéltár anyagát is. Néhány évvel később azonban, az 1970-es évek a végén, a levéltár régebbi részét a püspöki palotából az egyházmegyei könyvtár épületébe helyezték át, újabb részét pedig 2004 nyarán egy Hattyú utcai egyházi épületbe szállították.
A székeskáptalan levéltára, amelynek iratai szintén 1700-ig nyúlnak vissza, a székesegyház káptalani (jobb oldali) sekrestyéje fölött került elhelyezésre hatalmas tölgyfaszekrénykben. A hiteleshelyi levéltárrészt azonban az államosítást követően, 1962-ben a Pest Megyei Levéltárba szállították.
A püspökség gazdasági levéltárát 1951 után ugyancsak a Pest Megyei Levéltár vette át, majd a váci fióklevéltár megszűnésekor, 2004-ben letétként Vác város levéltárába került.

## A levéltár jelene
A levéltár jelenlegi (2009) gyűjteményi prefektusa Varga Lajos. Vácon a Migazzi Kristóf tér 2. szám alatt (a püspöki palotával szemközti, feltűnően világoskék színű épületben) található.